# 만경읍
만경읍(萬頃邑)은 대한민국 전북특별자치도 김제시의 행정 구역이며, 1995년 3월 2일 도농통합시 출범과 동시에 만경면에서 만경읍으로 승격하면서 오늘날에 이르고 있다.

## 개요
예부터 만경은 산자수명하여 유명한곳이 많으며 만경현의 주산인 두산(杜山)을 둘러싸고 주위 산천을 지칭한 것으로 금만평야의 광활한 농로가 지면이나 수면에 한없이 넓다는데서 만경이라고 불렸다.

## 역사
- 1914년 4월 1일 만경군 군내면(郡內面)과 북면(北面)을 김제군 만경면(萬頃面) 7개 리로 통폐합하였다.[2]

| 구 행정구역        | 신 행정구역        | 신 행정구역                    |
| ------------------ | ------------------ | ------------------------------ |
| 만경군 군내면 일원 | 김제군 만경면 일원 | 대동리, 장산리, 만경리         |
| 만경군 북면 일원   | 김제군 만경면 일원 | 화포리, 몽산리, 소토리, 송상리 |
- 1995년 1월 1일 김제군 등을 김제시로 개편하였다.[3]
- 1995년 3월 2일 만경읍으로 승격하였다.[4]

## 행정 구역
- 대동리(大東里)
- 만경리(萬頃里): 행정복지센터 소재지
- 몽산리(夢山里)
- 장산리(長山里)
- 소토리(小土里)
- 송상리(松上里)
- 화포리(火浦里)